# 兩黨制
兩黨制，也称为双党制（英語：Two-party system），是指政黨體系由兩大政黨組成：兩黨皆有相近的競選實力，能夠勝選，可以組成政府；其他政黨沒有獲得足夠選票及議席支持組織政府的實力。也有学者将兩黨制視作多党制的一个特例。兩黨制典型案例包括美國、英國、澳大利亞等，不少隨英國奉行西敏制的前英國殖民地國家也有不少是傾向兩黨制。通常兩黨制國家的兩黨意識型態分屬左派與右派，分別是傾向市場經濟與嚴格保障私有財產權的右派、保守派，和主張國家介入市場經濟並強調社會保障與社會福利的左派、自由派。一般而言，兩黨制是政黨經過不停合併而成，亦是受選舉制度影響的結果，例如簡單多數制，在所在国憲法中一般没有明文規定。

## 美洲
北美國家與歐洲國家不同之處是，北美沒有如同歐洲一般悠久的階級對立與社會主義工人運動傳統，因此兩黨制中的左派，並非具社會主義背景的工人階級政黨，也非歐洲的傳統自由主義政黨。

### 兩黨的不同
北美的自由派政黨，主張政府對經濟進行干預提供較多社會福利，實行多元文化政策，鼓勵寬鬆和包容的態度解釋個人自由，例如傾向同情少數族裔，支持婦女墮胎和同性戀權利，醫療上的克隆（基因複製技術等等）的自由派政黨。美國民主黨與加拿大自由黨及新民主黨是其代表。
與自由派相反，這些國家的保守派政黨，一方面強調經濟自由，反對經濟干預，主張減稅，也就是個人處分私有財產的自由，反對大規模的社會保障措施，另一方面則是強調傳統社會道德和宗教價值，反對婦女脫離家庭（即反對離婚及向單親家庭提供更多補貼），反對同性婚姻。北美兩黨制當中的保守派政黨美國共和黨和加拿大保守黨與基督新教中的福音派有密切關係。

### 美國
民主党和共和党所形成的兩黨制強度大於本條目所指的其他例子。因為這兩黨不但包攬了所有的參眾兩院席次之外，也包攬了99.53%的州下院席次及99.49%的州上院席次。

### 拉丁美洲
在拉丁美洲，自1980年代民主化以來，由於和北美同屬總統制國家，故在政黨上，特別是總統選舉中，可以呈現左右兩派最大政黨的競爭，傾向兩黨制，或由兩大政黨所領導的政治聯盟，像是左派的民主社會主義政黨，與多個右派政黨組成的聯盟構成對立競爭關係。在拉美民主國家的政治制度現在分成兩大政黨聯盟或集團，總統選舉形成兩黨制，以簡單多數制和兩輪投票制為主，但在國會選舉因比例代表制形成多黨制。
這種特殊性的一些最初表現形式是自由派和保守派，他們經常在拉丁美洲爭奪權力，導致大多數拉美國家的第一個兩黨制通常導致內戰，如哥倫比亞、厄瓜多、墨西哥、委內瑞拉、中美洲共和國和秘魯，戰爭的目的是反對或捍衛天主教和克里奧人貴族的特權。
然而，與其他地區一樣，自由派與保守派之間更關注經濟差異而非文化和宗教差異。而拉美的基督教民主主義政黨很多是偏向左派，如智利的基督教民主黨。其他主要政黨包括巴拉圭紅黨與巴拉圭自由黨、烏拉圭紅黨與烏拉圭民族黨、哥斯達黎加的民族解放黨與基督教社會團結黨、阿根廷的正義黨與激進公民聯盟、哥倫比亞自由黨與哥倫比亞保守黨、巴拿馬民主革命黨與巴拿馬主義黨、宏都拉斯自由黨與宏都拉斯國民黨。
1990年代中美洲危機結束之後，中美洲民主化後的前左翼游擊隊和前右翼專制政黨參與選舉，形成類似的兩黨制，如尼加拉瓜的桑地諾民族解放陣線和尼加拉瓜自由黨及薩爾瓦多的法拉本多·馬蒂民族解放陣線和全國共和黨聯盟。傳統的兩黨制在一段時間後開始打破，特別是在21世紀初; 由其他小型政黨贏得選舉，打破了長期兩黨制的傳統，包括於1993年委內瑞拉大選勝出的拉斐爾·卡爾德拉·羅德里格斯（國家融合黨籍）、2002年哥倫比亞大選中勝出的阿爾瓦羅·烏里韋（哥倫比亞第一黨籍）、2004年烏拉圭大選中勝出的塔瓦雷·巴斯克斯（廣泛陣線黨籍）、2009年於巴拿馬大選中勝出的里卡多·马蒂内利（民主變革黨籍）和2014年哥斯大黎加大選中勝出的路易斯·吉列爾莫·索利斯（公民行動黨籍），這些例子都來自第三黨。

## 歐洲

### 英國
英國是歐洲的兩黨制代表，其歷史最早可追溯到17世紀時的輝格黨和托利黨。1922年前英國的兩黨制代表是自由黨和保守黨，分別是上述兩者的繼承者。1922年後，工黨取代自由黨的地位。和其他歐洲國家不同，英國的議會制奉行單選區制，即使兩大政黨最多能各獲約40%選票，但卻獲得下議院絕大部分的席位。自由黨此後一直是第三大黨，其实力也一直未能与工黨和保守黨競爭。自由黨在1988年與從工黨分裂派系組成的社會民主黨合併為自由民主黨後，实力有所增強。2010年英國大選後，自由民主黨和保守黨組成聯合政府。近年主張脫離歐盟的英國獨立黨的崛起，使英國將來可能走向多黨制。自由民主黨在2015年英國大選受到重創，議席及得票率皆大減，獨立黨雖獲得逾13％，卻只有一席。保守黨和工黨作為兩大政黨及佔議席逾九成，得票率合共僅67%，使英國可能或是走向多黨制。但在2017年英國大選後，保守黨和工黨作為兩大政黨，佔議席逾九成，保守黨雖失去議會多數，但兩黨均得票上升，保守黨得票43%，工黨得票40%，得票率合共83%，英國實際上重回兩黨制。

### 法國
法國的兩大政黨直至2017年是社會黨和共和黨（戴高樂派）。法國兩黨制形成自1958年第五共和時期，由比例代表制改行兩輪選舉制多數決，使法國走向兩黨制，俾政府不容易倒閣及解散重選。
但在2017年的總統大選和議會選舉之後，兩大黨都受到重創，共和黨雖保第二大黨地位，議席及得票率皆下降，社會黨更近乎被滅黨，得票更較法國共產党及梅朗雄的左派政黨小。總統大選中，社會黨排在第五位出局，第二輪兩位候選人都不是來自兩大黨。現時法國執政黨為中間派親歐盟自由主義共和前進！，其未清楚將來法國會否走向新的兩黨制或是走向多黨制，或為中間偏左與中間偏右輪替但不屬固定兩黨輪替的左右交替制。

## 亞洲
亞洲近年來各國政治形態演變，各國有不同的意識形態，但不一定以左派、右派區分，有不少地域主義的因素。

### 中華民國（台灣）
中華民國自2000年首度政黨輪替以來開始走向穩定兩黨制，中國國民黨與民主進步黨在大多數的選舉中均獲得超過40%以上選票，成為穩定的兩大政黨。值得注意的是，兩大政黨非以左派、右派區分，而是以国族认同作為區分。在經濟政策上，兩黨皆主張自由的市场经济，並支持與美国及日本保持緊密的合作關係。差別在於國民黨傾向經濟自由主義，加強與中国大陆及美國的合作關係，主張一中各表；而民進黨傾向社会自由主义，加強與南向國家及美國的交流發展，部分主張華獨，部分主張台獨。台灣政壇主要是以親中與反中派來區分，或是地方主義的因素，導致過去的選舉長期出現南綠北藍的格局。

### 南韓
大韓民國自以來，大部分時間均為兩黨制，1980年代後期民主化以來，也逐漸有多黨制的競合，1997年首度政黨輪替。現時主要由兩大政治陣營組成，保守陣營（右派，以國民力量為首），自由或進步陣營（中間偏左，以共同民主黨為首）。自由派支持主要來自全羅道及光州，而保守派支持主要來自江原道、慶尚道、釜山等地區。在首爾首都圈、忠清道等，兩大陣營維持競爭的關系。

### 日本
日本在戰後出現五五年體制，長達三十八年維持作為執政黨的自由民主黨一黨獨大，和第一大在野黨日本社會黨的政治格局，直至1993年。社會黨的最大反對黨地位先後被新進黨及民主黨取代。2009年大選實現政權更迭，但2012年大選，民主黨遭到毀滅性的慘敗，自民黨連同公明黨和支持修憲的右翼小政黨掌握三分之二的參眾兩院絕對多數席次，日本重新回到自民黨一黨獨大的狀態。民主黨此後改組為民進黨，但之後再分裂為偏左的立憲民主黨和偏右的國民民主黨，直至2020年合併成為新的「立憲民主黨」。

### 不丹
不丹的選舉法規定，國民議會的選舉實行兩輪選舉制，首輪選舉先由全國選民選出得票最多的兩個政黨，然後進入次輪選舉的兩個政黨各自在全國所有選區派出候選人，以單議席單票制決定勝負，再由取得多數議席的政黨組成政府，因此國民議會總是只有一個執政黨和一個反對黨，可以說是嚴格意義上的兩黨制。

## 大洋洲

### 澳大利亞
澳大利亞的兩大政黨分別是澳大利亞工黨和保守派自由黨－國家黨聯盟。眾議員選舉制度採取排序複選制，因此形成兩黨制，而參議院則是每州産生6席，連同2地區各2席，每三年改選一半議席，因同時應選，故形成有利小黨的名單比例代表制。

### 新西蘭
新西蘭過去的選舉制度是單一選區制，因此形成兩黨制，分別是新西蘭工黨和新西蘭國家黨。自1996年改行名單比例代表制以來，兩黨均難以單獨取得過半數議席，需要與小黨合作組成聯合政府。但因只有工黨與國家黨能夠籌組政府，因此也是多黨合作的兩党制。

## 兩線制
兩線制指政黨體系雖然由多個政黨組成，然而政黨之間會結盟，因而仍會發展成兩大政治聯盟，而政治聯盟以外的政黨，只有極有限的政治影響力。馬來西亞以及2021年「新選舉制度」實行前的香港皆有兩線制的現象。

## 特征
需要注意的是，“两党制”并不（按它的字面意思）是一种制度；除了不丹以外，没有任何法律或规定，要求一个国家“实行两党制”。“两党制”仅仅是一种在许多国家发生的现象。

## 主要兩黨制國家及政黨列表
| 國家           | 政黨                                                                | 参政情况 | 政黨                                    | 参政情况   | 備註 |
| -------------- | ------------------------------------------------------------------- | -------- | --------------------------------------- | ---------- | --- |
| 阿尔及利亚     | 民族解放陣線                                                        | 執政黨   | 民族民主聯盟                            | 反对党     | 民族解放阵线長期一黨獨大，民族民主聯盟被视作民族解放阵线的卫星党。                                                                                              |
| 阿根廷         | 正義黨                                                              | 執政黨   | 共和國方案 激進公民聯盟（兩黨結成聯盟） | 反对党     | |
|                | 澳大利亞工黨                                                        | 執政黨   | 澳大利亞自由黨                          | 反对党     | 還有澳大利亞綠黨等。 |
| 比利时         | 團結民主黨                                                          | 執政黨   | 人民團結黨                              | 反对党     | |
| 巴哈马         | 進步自由黨                                                          | 執政黨   | 自由民族運動                            | 反对党     | |
| 不丹           | 人民民主黨                                                          | 執政黨   | 不丹緣慶黨                              | 反对党     | |
|                | 民主工黨                                                            | 執政黨   | 巴貝多工黨                              | 反对党     | |
| 加拿大         | 加拿大自由黨                                                        | 執政黨   | 加拿大保守黨                            | 反对党     | 還有加拿大新民主黨和魁人政團等。 |
| 法國           | 共和国前進！                                                        | 執政黨   | 共和黨 国民联盟                         | 反对党     | 還有社會黨、歐洲生態－綠黨、不屈法國、法國共產黨等其他政黨。 |
|                | 人民進步黨                                                          | 執政黨   | 民族团结的伙伴关系                      | 反对党     | APNU（民族团结的伙伴关系）實際上是小黨派的聯盟。 |
|                | 洪都拉斯國民黨                                                      | 執政黨   | 洪都拉斯自由黨                          | 反对党     | |
| 印度           | 印度人民黨                                                          | 執政黨   | 印度國民大會黨                          | 反对党     | |
| 爱尔兰         | 愛爾蘭共和黨（執政聯盟第一大黨）                                    | 執政黨   | 新芬黨                                  | 反对党     | 還有愛爾蘭統一黨（執政聯盟）、綠黨（執政聯盟）、工黨等其他政黨。                                                                                                |
| 以色列         | 利庫德集團（執政聯盟第一大黨）                                      | 執政黨   | 藍白黨                                  | 反对党     | 還有以色列工黨、沙斯黨等其他政黨和聯盟。 |
| 牙买加         | 牙買加工黨                                                          | 執政黨   | 人民民族黨                              | 官方反对党 | |
| 日本           | 自由民主黨                                                          | 執政黨   | 立憲民主黨                              | 反对党     | 自由民主黨長期一黨獨大。還有日本維新會和國民民主黨等其他政黨。                                                                                                  |
| 大韓民國       | 共同民主党                                                          | 執政黨   | 國民力量                                | 反对党     | 還有祖國革新黨、改革新黨等。 |
| 蒙古国         | 蒙古人民黨                                                          | 執政黨   | 蒙古民主黨                              | 反对党     | 還有其他11個擁有少量席位的小黨和政黨聯盟。 |
| 馬爾他         | 工黨                                                                | 執政黨   | 國民黨                                  | 反对党     | |
| 马来西亚       | 希望联盟 国民阵线 砂拉越政党联盟 沙巴人民聯盟 民兴党 马来西亚全民党 | 執政黨   | 国民联盟                                | 反对党     | |
| 新西兰         | 新西蘭工黨                                                          | 執政黨   | 新西蘭國家黨                            | 反对党     | 還有新西蘭綠黨等。 |
| 巴基斯坦       | 巴基斯坦正義運動                                                    | 執政黨   | 巴基斯坦穆斯林联盟（谢里夫派）          | 反对党     | 還有巴基斯坦人民黨。 |
| 新加坡         | 人民行动党                                                          | 執政黨   | 工人党                                  | 反对党     | 人民行动党长期一党独大。 |
| 南非           | 非洲人國民大會                                                      | 執政黨   | 民主聯盟                                | 反对党     | 非洲人國民大會長期一黨獨大。 |
| 西班牙         | 西班牙社会主义工人党                                                | 執政黨   | 人民党                                  | 反对党     | |
| 中華民國       | 民主進步黨                                                          | 執政黨   | 中國國民黨                              | 反对党     | 臺灣民眾黨等其他政黨。 |
| 千里達及托巴哥 | 人民民族運動                                                        | 執政黨   | 人民夥伴                                | 反对党     | 人民夥伴實際上是小黨派的聯盟。 |
| 土耳其         | 正義與發展黨                                                        | 執政黨   | 共和人民黨                              | 反对党     | 正義與發展黨長期一黨獨大。 |
| 英国           | 工黨                                                                | 執政黨   | 保守黨                                  | 官方反對黨 | 主要在野黨還包括自由民主黨及蘇格蘭民族黨。 |
| 美国           | 共和黨                                                              | 執政黨   | 民主党                                  | 反对党     | 其他在野黨為自由意志黨、綠黨、社會黨等，但長期無法取得在區域選舉的任何席次，只有自由意志黨在2020年因輪空短暫取得席次，全部第三黨在總統選舉中時常的票率不足10%。 |
| 葉門           | 全國人民大會黨                                                      | 執政黨   | 也門社會黨                              | 反对党     | |
| 辛巴威         | 辛巴威非洲民族聯盟—愛國陣線                                         | 執政黨   | 爭取民主變革運動                        | 反对党     | |